# Trẻ em trong Holocaust
Trong thời kỳ Holocaust, trẻ em đặc biệt dễ bị chết dưới chế độ Đức quốc xã. Theo ước tính, 1,5   Hàng triệu trẻ em, gần như tất cả người Do Thái, đã bị sát hại trong Holocaust, trực tiếp hoặc là hậu quả trực tiếp của các hành động của Đức Quốc xã.
Đức quốc xã chủ trương giết trẻ em không mong muốn hoặc "nguy hiểm" theo quan điểm tư tưởng của chúng, là một phần trong ý tưởng của Đức Quốc xã về cuộc đấu tranh chủng tộc hoặc là một biện pháp an ninh phòng ngừa. Đức quốc xã đặc biệt nhắm đến trẻ em Do Thái, nhưng cũng nhắm vào trẻ em Ba Lan về mặt dân tộc và trẻ em Romani (còn gọi là Digan) cùng với trẻ em bị khuyết tật về tinh thần hoặc thể chất (trẻ em khuyết tật). Đức quốc xã và cộng tác viên của họ đã giết trẻ em vì những lý do ý thức hệ này và để trả thù cho các cuộc tấn công thực sự hoặc bị cáo buộc. Những vụ giết người sớm được Đức quốc xã khuyến khích trong Aktion T4, trong đó trẻ em khuyết tật bị giết bằng cách đưa vào phòng hơi ngạt carbon monoxit, bị chết đói, bị tiêm phenol vào tim hoặc bị treo cổ.
1.500.000 trẻ em, gần như tất cả người Do Thái, đã bị Đức quốc xã giết chết. Một số lượng nhỏ hơn nhiều đã được cứu thoát. Một số đơn giản sống sót, thường trong một khu ổ chuột, đôi khi trong một trại tập trung. Một số đã được lưu trong các chương trình khác nhau như Kindertransport và One Thousand Children, trong đó cả hai đứa trẻ đều trốn khỏi quê hương. Những đứa trẻ khác đã được cứu bằng cách trở thành những đứa trẻ giấu mặt. Trong và ngay cả trước chiến tranh, nhiều trẻ em dễ bị tổn thương đã được giải cứu bởi Œuvre de Secours aux Enfants (OSE).